# Dimitrios Drivas
Dimitrios Drivas (en grec Δημήτριος Δρίβας) va ser un nedador grec que va prendre part en els Jocs Olímpics de 1896, a Atenes.
Drivas va prendre part en la prova dels 100 metres lliures destinats a mariners. Acabà en tercera i darrera posició de la cursa, però amb tot aconseguí la medalla de bronze.